# Višnji Grm
Višnji Grm – wieś w Słowenii, w gminie Šmartno pri Litiji. W 2018 roku liczyła 29 mieszkańców.